# Тисонг Децэн
Тисо́нг Децэ́н, Трисонг Децен (тиб. ཁྲི་སྲོང་ལྡེ་བཙན་, Вайли khri srong lde btsan, кит. 赤松德贊; 742—797) — тридцать восьмой цэнпо (царь) Тибета, правивший в 755—797 гг. Сыграл важную роль в установлении и развитии буддизма в своей стране.

## Биография
Тисонг Децэн принял трон у своего отца Тиде Цугцэна (Меагцома), когда Тибетское государство находилось в нестабильном положении, имея ряд нерешённых проблем во внутренней и внешней политике.

### Покровительство буддизму

#### Борьба со сторонниками бона
Как и предшествующие цари, Тисонг Децэн симпатизировал буддизму. Однако у дхармы Будды имелись серьёзные противники внутри Тибета в лице влиятельных министров Машанга Дромпы Кье и Тагды Лугонга — приверженцев религии бон. Во второй половине 750-х годов, пользуясь молодостью и неопытностью цэнпо, они выслали из страны китайских и непальских монахов, разрушили и осквернили построенные при Сонгцэне Гампо и Тиде Цугтэне храмы и вывезли статую Будды Шакьямуни из Лхасы в Манг-юл. Согласно документам времён Тисонга Децэна, «некоторые шанг-лöны были охвачены враждебными намерениями и религия <…> проповедовавшаяся со времён <…> предков, была уничтожена… Затем был издан приказ о том, что ни вне, ни внутри [Тибета] религиозные церемонии не осуществлять».
К счастью для юного правителя, у буддизма нашлись многочисленные защитники: Гой Тисанг, Шанг Ньямсанг, Ба Сэнгши, Ба Сэнанг и другие. Сэнгши и Сэнанг, посланные в Китай ещё при Тиде Цугцэне, вернулись в Тибет с буддийскими текстами и в сопровождении китайских буддийских монахов. По возвращении Сэнанг построил два монастыря в верхнем Цанге, а затем отправился в Непал с целью пригласить в «Страну снегов» пандиту Шантаракшиту.
Тисонг Децэн и его приближённые знали, что пробонски настроенные министры должны пойти в последнее решительное наступление, поэтому Машанга хитростью заманили в гробницу и замуровали, а Тагду Лугонга изгнали на север, в пустыню Чанг-тханг. По замечанию В. А. Богословского, победа над сторонниками бона способствовала не только развитию буддизма, но и укреплению авторитета царя, поскольку старая религия Тибета была «флагом», под которым выступали вожди аристократических родов, боровшиеся с цэнпо за господство в политической жизни страны.

#### Приглашение Шантаракшиты и Падмасамбхавы
Вскоре после указанных событий по приглашению Тисонга Децэна в Тибет стали прибывать известные буддийские учителя из соседних регионов.
Первым приехал Шантаракшита — один из семнадцати великих пандит индийского монастыря-университета Наланды. Он был крупным буддийским учёным, однако, как пишет традиция, его проповеди поначалу не принесли результатов, поскольку «бонские божества были настолько возмущены и раздосадованы, что вызвали грозы, молнии и ливни», что было воспринято тибетцами «как знак того, что новая религия не подходит».
По совету Шантаракшиты, для борьбы с «тёмными силами» царь пригласил из Непала тантрического мастера Падмасамбхаву. Падмасамбхава владел магическими способностями. Приехав в Тибет, он «с помощью могущественных мантр и ритуалов <…> смог подчинить бонских духов <…> и заставил [их] дать клятву защищать новую религию».

#### Институционализация буддизма
Падмасамбхаве тибетские источники приписывают основание традиции Ньингма, сыгравшей важную роль на первом этапе институционализации буддизма в «Стране снегов». В современной литературе Ньингма называют «школой старых переводов», поскольку её доктринальную основу составляют буддийские сутры и тантры, переведённые с языков Южной и Восточной Азии на тибетский язык в VIII веке (в период царствования Тисонга Децэна), в отличие от других школ, отдающих предпочтение «новым переводам» XI—XV вв. Особое значение в этой традиции приобрело изучение тантрических текстов.
В конце 770-х годов Шантаракшита и Падмасамбхава основали первый в Тибете буддийский монастырь — Самье, в котором поселились первые монахи-тибетцы, а также несколько монахов из Индии. В 779 году в монастыре была открыта школа по изучению санскрита.
В 781 году указом цэнпо буддизм был объявлен государственной религией Тибета.

#### Диспут в Самье
В 792—794 гг. в монастыре Самье состоялся диспут между буддийскими учёными из Индии и Китая.
Китайские буддисты, представители школы, развившейся впоследствии в чань-буддизм, утверждали, что просветление (пробуждение) может быть достигнуто мгновенно.
Индийские пандиты-сарвастивадины во главе с Камалашилой настаивали, что к просветлению можно прийти только в результате длительного духовного совершенствования под руководством мастера.
Считается, что присутствовавший на этой дискуссии Тисонг Децэн принял сторону сарвастивадинов. По мнению ряда историков, этому могли способствовать политические события того времени, более чем напряжённая ситуация в тибетско-китайских отношениях (см. ниже).

#### Тисонг Децэн — буддийский царь
В период правления Тисонга Децэна учение Шакьямуни занимает главное место в духовной жизни Тибета, и, безусловно, становится частью государственной идеологии. Начинается формирование буддийских институтов: школ, монастырей, традиций перевода классических индийских сочинений. Более того, буддизм начинает укореняться в тибетском обществе, хоть и остаётся религией преимущественно высших слоёв.
Буддийские тексты называют Тисонга Децэна вторым Царём Дхармы и воплощением бодхисаттвы Манджушри.

### Внешняя политика
На протяжении первой половины VIII века Тибет с переменным успехом воевал с Китаем. В это противостояние были вовлечены и соседние народы, преследовавшие свои цели, в том числе тюрки и арабы. С последними тибетцы то объединяли свои силы, то вступали в конфликт. В 730 году Тибет и Китай, обменявшись тяжёлыми ударами, заключили мирный договор. Однако спустя семь лет разгорелась новая, 46-летняя война.
В 763 году Тисонг Децэн в ответ на давление со стороны танцев собрал 200-тысячную армию и направил её на север, дойдя до китайской столицы Чанъаня. Китайский император был вынужден бежать.
В 778 году, заключив союз с царём Наньчжао, Тисонг Децэн предпринял атаку на китайскую территорию в провинции Сычуань.
В 783 году был заключён новый тибетско-китайский договор, по которому за Тибетом закрепились земли в районе Кукунора.
Тисонг Децэн предпринял также походы на запад, достигнув реки Оксус, и столкнулся с арабским халифом Гарун Аль-Рашидом. Халиф смог договориться с китайским императором об альянсе, в результате чего тибетская экспансия была остановлена.
В последующие годы своего правления Тисонг Децэн был занят войной на два фронта — с арабами на западе и с китайцами на севере и на востоке, вплоть до 797 года.

## Преемник
Незадолго до смерти Тисонг Децэн передал все государственные дела второму из своих четырёх сыновей — Мунэ Цэнпо.